# Aïman Maurer
Aïman Maurer (Neuilly-sur-Seine, 25 settembre 2004) è un calciatore francese naturalizzato marocchino, centrocampista del RWDM47.

## Carriera

### Club
Cresciuto nel settore giovanile del Clermont Foot, il 3 dicembre 2022 ha firmato il suo primo contratto professionistico con i Lancieri, di durata quadriennale. Ha esordito in prima squadra il 5 febbraio 2023 in occasione dell'incontro di Ligue 1 perso per 2-0 in trasferta contro il Monaco.

### Nazionale
Nel 2022 ha giocato 8 partite con la nazionale marocchina Under-20, segnando anche un gol.

## Statistiche

### Presenze e reti nei club
Statistiche aggiornate al 19 marzo 2023.
| Stagione               | Squadra                | Campionato             | Campionato | Campionato | Coppe nazionali | Coppe nazionali | Coppe nazionali | Coppe continentali | Coppe continentali | Coppe continentali | Altre coppe | Altre coppe | Altre coppe | Totale | Totale |
| Stagione               | Squadra                | Comp                   | Pres       | Reti       | Comp            | Pres            | Reti            | Comp               | Pres               | Reti               | Comp        | Pres        | Reti        | Pres   | Reti   |
| ---------------------- | ---------------------- | ---------------------- | ---------- | ---------- | --------------- | --------------- | --------------- | ------------------ | ------------------ | ------------------ | ----------- | ----------- | ----------- | ------ | ------ |
| 2021-2022              | Clermont Foot 2        | N3                     | 13         | 3          |                 | -               | -               |                    | -                  | -                  |             | -           | -           | 13     | 3      |
| 2022-2023              | Clermont Foot 2        | N3                     | 10         | 6          |                 | -               | -               |                    | -                  | -                  |             | -           | -           | 10     | 6      |
| Totale Clermont Foot 2 | Totale Clermont Foot 2 | Totale Clermont Foot 2 | 23         | 9          |                 | -               | -               |                    | -                  | -                  |             | -           | -           | 23     | 9      |
| 2022-2023              | Clermont Foot          | L1                     | 6          | 0          | CF              | 0               | 0               |                    | -                  | -                  |             | -           | -           | 6      | 0      |
| Totale carriera        | Totale carriera        | Totale carriera        | 29         | 9          |                 | 0               | 0               |                    | -                  | -                  |             | -           | -           | 29     | 9      |